# Liberté de religion en France
Pour la liberté religieuse dans le monde, voir l'article : Liberté de religion.
La liberté de religion en France est garantie par les droits constitutionnels énoncés dans la Déclaration des droits de l'homme et du citoyen de 1789.
Depuis la conversion du roi Clovis Ier en 508, la Église catholique romaine a été la religion d'État pendant un millier d'années, comme dans toute l'Europe occidentale. Dans les années 1500, la Réforme protestante gagne de nombreux adeptes en France. Une série de persécutions sanglantes et de guerres civiles religieuses ont pris fin grâce à l'édit de Nantes promulgué par le roi Henri IV, qui a accordé une tolérance et une protection officielles à la minorité protestante. Cependant, la révocation de l'édit de Nantes par le petit-fils d'Henri, Louis XIV, en 1685, a contraint de nombreux protestants à se convertir au catholicisme ou à fuir le pays en tant que réfugiés huguenots.
Le catholicisme est resté la religion d'État de la France jusqu'aux années 1790, lorsqu'il a été lourdement persécuté pendant la Révolution française. Après son accession à la tête de l'État, Napoléon Bonaparte a mis fin aux troubles religieux en négociant le Concordat de 1801 avec le pape, autorisant la reprise du culte, de l'enseignement et des activités caritatives catholiques avec le soutien financier de l'État. Cet accord est resté en vigueur tout au long du XIXe siècle, malgré la montée de l'anticléricalisme. La tolérance a également été étendue aux luthériens, aux calvinistes et aux juifs.
Depuis la promulgation de la loi française de 1905 sur loi de séparation des Églises et de l'État, le gouvernement français suit le principe de laïcité, selon lequel l'État ne reconnaît ni ne soutient aucune religion comme officielle (à l'exception du droit local en Alsace et en Moselle). Il se contente de reconnaître certaines organisations religieuses, selon des critères juridiques formels qui ne tiennent pas compte de la doctrine religieuse. En contrepartie, les organisations religieuses doivent s'abstenir de participer à l'élaboration des politiques de l'État.
En 2023, Freedom House a attribué au pays une note de 3 sur 4 en matière de liberté religieuse ; principalement en raison du projet de loi confortant le respect des principes de la République (loi séparatiste) et de discours antisémites très médiatisés dans les médias publics.

## Contexte

### Terminologie
La terminologie française relative à la religion et à la liberté de religion diffère quelque peu de celle de l'anglais. En particulier, il existe plusieurs faux amis trompeurs entre le français et l'anglais en ce qui concerne la religion :
- Culte signifie « culte (religieux) » ou, dans un contexte juridique, une « religion » organisée, prise au sens large. Une organisation cultuelle est donc une organisation qui soutient un culte religieux, et non une « secte ». Comme expliqué ci-dessous, il existe des contraintes financières et d'autres contraintes opérationnelles pour être reconnu comme une association cultuelle à des fins fiscales.
- Secte peut avoir le sens de l'anglais sect, en particulier lorsqu'il est appliqué au bouddhisme. Cependant, dans le langage courant, il a le sens péjoratif de l'anglais « cult ».

### Organisations gouvernementales et religieuses

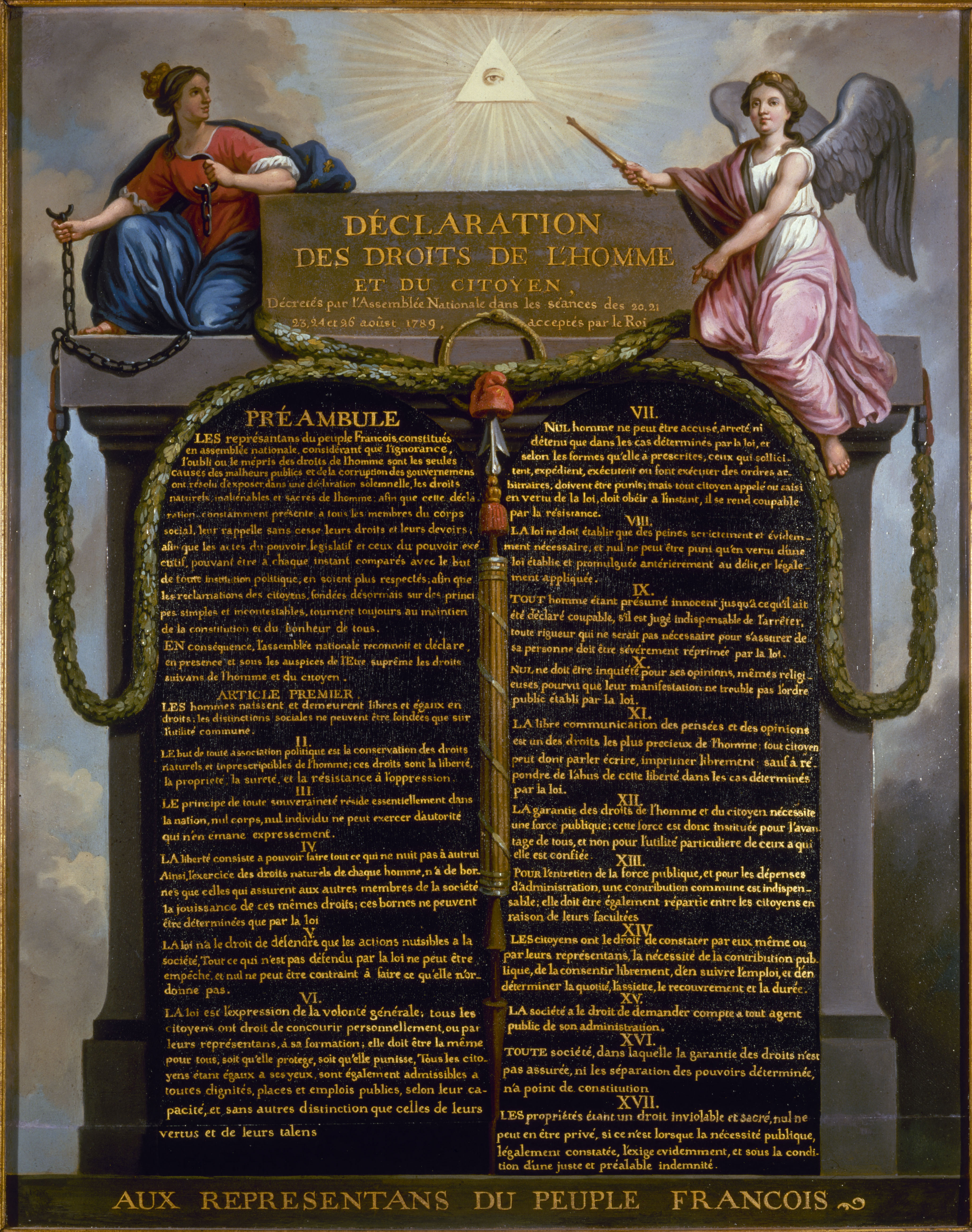
La « Déclaration des droits de l'homme et du citoyen » garantit la liberté de religion, pour autant que les activités religieuses ne portent pas atteinte à l'ordre public d'une manière préjudiciable à la société.

Les relations entre le gouvernement et les organisations religieuses en France sont définies par la « Loi concernant la séparation des Églises et de l'État » de 1905. Sa première phrase est cependant :

« la République assure la liberté de conscience. Elle garantit le libre exercice des cultes sous les seules restrictions édictées ci-après dans l'intérêt de l'ordre public. La République ne reconnaît, ne salarie ni ne subventionne aucun culte. »

La Déclaration des droits de l'homme et du citoyen de 1789, qui est considérée par les autorités juridiques comme ayant une valeur juridique égale à celle de la Constitution de la France, déclare :

« Nul ne doit être inquiété pour ses opinions, même religieuses, pourvu que leur manifestation ne trouble pas l'ordre public établi par la loi. »

et :

« La loi n'a le droit de parer [c'est-à-dire d'interdire] que les actions [qui sont] nuisibles à la société. Tout ce qui n'est pas gardé [c'est-à-dire interdit] par la loi ne peut être empêché, et personne ne peut être contraint de faire ce qu'elle [c'est-à-dire la loi] n'ordonne pas. »

Il s'ensuit que le gouvernement français ne peut pas réglementer et interdire arbitrairement l'activité religieuse ; il est strictement contraint de la réglementer uniquement dans la mesure où il est nécessaire de sauvegarder l'ordre public et d'interdire les actions nuisibles à la société (telles que, par exemple, les sacrifices humains).
Le concept français de liberté religieuse n'est pas né d'un pluralisme religieux existant, mais trouve ses racines dans une histoire où le catholicisme romain était la seule religion officielle, avec des siècles de persécution des personnes qui ne l'approuvaient pas ou qui s'écartaient de la ligne la plus officielle, des cathares aux huguenots en passant par les jansénistes, et ce jusqu'à la Révolution française.
L'insistance française sur l'absence de religion dans tout ce qui est public (laïcité) est une caractéristique notable de l'idéal français de citoyenneté. Ce concept de laïcité joue également un rôle dans les discussions en cours sur le port du foulard par les femmes musulmanes dans les écoles publiques. En 2004, le Parlement français a adopté une loi interdisant le port de vêtements religieux ostentatoires dans les écoles primaires et secondaires publiques ; les motivations comprenaient la tradition de maintenir les débats religieux et politiques et le prosélytisme hors de ces écoles, ainsi que la préservation de la liberté des étudiantes musulmanes forcées de porter certains costumes en raison de la pression exercée par leurs pairs. Voir la loi sur les signes religieux dans les écoles publiques françaises.
La République française a toujours reconnu les individus plutôt que les groupes et considère que l'allégeance première de ses citoyens va à la société en général et non à un groupe particulier, religieux ou autre ; l'attitude opposée, connue sous le nom de communautarisme, est généralement considérée comme indésirable dans le discours politique en France. D'autre part, l'État considère qu'il lui incombe également de protéger les individus contre les groupes plutôt que de protéger les groupes, religieux ou autres.
En dehors de cas particuliers liés à des circonstances historiques (le droit local en Alsace et en Moselle et les régimes d'aumônerie militaire), la loi interdit au gouvernement français d'accorder une reconnaissance officielle aux cultes, de les subventionner ou de rémunérer leur personnel. Toutefois, le gouvernement accorde une reconnaissance aux personnes morales (associations) qui soutiennent des activités religieuses. La différence est importante, car le gouvernement français refuse de définir légalement ce qui est une religion et ce qui ne l'est pas, et refuse de délimiter légalement les frontières des religions. L'État joue un rôle dans la nomination des évêques, directement dans le cas de Strasbourg et de Metz, et indirectement (mais avec un droit de veto rarement utilisé) dans celui des autres évêques diocésains. Par conséquent, seuls les ressortissants adéquats sont nommés et l'épiscopat ne reflète pas la diversité ethnique des catholiques pratiquants en France.
Les personnes qui s'organisent en groupes dans le but exclusif de pratiquer un culte (associations cultuelles) peuvent s'enregistrer en tant que tels et bénéficier d'importantes exonérations fiscales fixées par la loi. Les groupes religieux ayant des activités non cultuelles (par exemple, humanitaires) sont libres de se constituer en associations et bénéficient des exonérations fiscales habituelles accordées aux associations laïques. Ces définitions sont couvertes par un vaste corpus de jurisprudence qui se concentre sur les activités des groupes d'un point de vue financier et qui, selon la loi, ne tient pas compte de la doctrine religieuse.
| La religion en France | La religion en France | La religion en France | La religion en France | La religion en France |
| --------------------- | --------------------- | --------------------- | --------------------- | --------------------- |
| Religion              |                       |                       | pour cent             |                       |
| Christianisme         | Christianisme         |                       | 54%                   | 54%                   |
| Aucune                | Aucune                |                       | 40%                   | 40%                   |
| Islam                 | Islam                 |                       | 4%                    | 4%                    |
| Judaïsme              | Judaïsme              |                       | 1%                    | 1%                    |
| Bouddhisme            | Bouddhisme            |                       | 1%                    | 1%                    |

La population française est composée d'environ 50 % de catholiques, 4 à 5 % de musulmans, environ 3 % de protestants, 1 % de juifs, 1 % de bouddhistes, 1 % d'autres confessions, et 40 % de personnes sans religion (dont 30 % d'athées),,,. La fréquentation des églises est faible chez les catholiques, et les sondages indiquent qu'une proportion importante de la population est athée ou agnostique. Le gouvernement français ne recueillant pas de données sur les préférences religieuses, tous les chiffres cités proviennent de sondages plutôt que d'un recensement et doivent être considérés avec la prudence qui s'impose.

## Attitudes à l'égard des religions minoritaires et des sectes en France
Depuis les années 1970 et 1980, un nombre croissant de nouveaux mouvements religieux sont apparus en France. Certains organismes religieux tels que l'Église de scientologie, les Enfants de Dieu, l'Église de l'Unification, le mouvement raëlien ou l'Ordre du Temple solaire ont été répertoriés par des rapports parlementaires comme des sectes dangereuses ou criminelles.
Les fonctionnaires et les associations qui luttent contre les excès de ces groupes ont justifié ces mesures par la nécessité de disposer d'outils juridiques appropriés et de lutter contre les organisations criminelles qui se font passer pour des groupes religieux légitimes. Les critiques ont affirmé que ces actions visaient injustement les religions minoritaires, mettaient en danger la liberté de religion et étaient motivées par des préjugés. Les choses sont d'autant plus complexes que certains des groupes impliqués sont basés aux États-Unis, où ils font activement du lobbying pour obtenir l'intervention du gouvernement de ce pays.

### Plaintes des religions et groupes minoritaires
Certains groupes se sont plaints que, à la suite de la publication de ces rapports et de la promulgation de la loi About-Picard, ils ont été victimes de discrimination de la part des autorités publiques, d'entreprises privées et de particuliers.
Une controverse limitée a eu lieu en France au sujet d'une discrimination religieuse présumée concernant les mesures de sécurité que le gouvernement français a déployées pour les visites officielles des officiels chinois et pour les festivités organisées en collaboration avec la Chine, y compris l'exclusion des manifestants pro-Tibet et pro-Falun Gong de la trajectoire des officiels chinois,,. La Fédération internationale d'Helsinki pour les droits de l'homme a dénoncé l'accueil chaleureux du président Jiang Zemin en France, qu'elle a dénoncé comme étant motivé par les perspectives économiques du commerce avec la Chine. De nombreux hommes politiques français ont dénoncé ce qu'ils considéraient comme un excès de zèle de l'appareil de sécurité lors de ces visites,. Des mesures de sécurité controversées similaires ont été mises en œuvre pour la visite de l'ancien président américain George W. Bush, un autre chef d'État étranger controversé en France.

### Rapports de la Commission des États-Unis sur la liberté religieuse internationale
Dans le rapport annuel 2000 de la Commission américaine sur la liberté religieuse internationale, publié par le Bureau de la démocratie, des droits de l'homme et du travail du Département d'État américain, il est indiqué que « la publicité qui a suivi [la publication d'un rapport parlementaire contre les “sectes”] a contribué à créer une atmosphère d'intolérance et de préjugés à l'égard des religions minoritaires. Certains groupes religieux ont déclaré que leurs membres avaient souffert d'une intolérance accrue après avoir été identifiés sur la liste».
Dans son rapport annuel de 2004, la même commission signale que « [...] les initiatives et activités officielles du gouvernement visant les “sectes” ou les “cultes” ont alimenté une atmosphère d'intolérance à l'égard des membres des religions minoritaires en France. [Ces initiatives [la publication de rapports caractérisant des groupes spécifiques comme dangereux et la création d'agences pour surveiller et combattre ces groupes] sont particulièrement troublantes parce qu'elles servent de modèles aux pays d'Europe de l'Est où l'État de droit et les autres droits de l'homme sont beaucoup plus faibles qu'en France ».
Ils concluent en estimant que depuis la restructuration de la principale agence chargée de cette question (la nouvelle MIVILUDES remplaçant son prédécesseur, la MILS), les libertés religieuses se seraient améliorées en France.
Dans sa déclaration de février 2004, la commission a recommandé au gouvernement américain d'exhorter le gouvernement français à veiller à ce que toute réglementation de l'État sur l'expression publique des convictions religieuses ou de l'appartenance à une religion soit strictement conforme aux normes internationales en matière de droits de l'homme et d'exhorter le gouvernement et le corps législatif français à réévaluer leurs initiatives à la lumière de leurs obligations internationales afin de garantir à chaque personne en France la liberté de manifester sa religion ou ses convictions en public, ou de ne pas le faire.
La Commission a ensuite conseillé au gouvernement français de commencer à s'attaquer aux questions d'immigration, qui ont fait l'objet d'un débat politique brûlant au cours des 25 dernières années :

« La Commission a également déclaré que, bien que l'augmentation de l'immigration en France au cours des dernières années ait créé de nouveaux défis pour le gouvernement français, notamment l'intégration de ces immigrants dans la société française ainsi que des problèmes d'ordre public, ces défis devraient être abordés directement ... »

La Commission n'a pas inclus la France dans son rapport de 2005.

### Pew Research Center
Selon Pew Research Center en 2017, la France a un niveau élevé de restrictions gouvernementales en matière de religion. Parmi les 25 nations les plus peuplées du monde, la France fait partie des 12 pays ayant un niveau élevé de restrictions religieuses, selon les données de 2015. En Europe, la France a le deuxième niveau le plus élevé de restrictions religieuses, derrière la Russie.

## Position officielle sur les signes et symboles religieux
En 2004, la France a adopté une loi interdisant l'utilisation de symboles religieux « ostensibles » dans les écoles publiques, y compris le hidjab.
De nombreux musulmans se sont plaints que la loi portait atteinte à leur liberté de religion. De même, le Conseil musulman des affaires publiques a qualifié l'interdiction d'« affront majeur à la liberté de religion », notant que de nombreux musulmans estiment qu'elle est imposée par les textes religieux.
Human Rights Watch a déclaré que cette loi constituait « une atteinte injustifiée au droit à la pratique religieuse».
La Commission des États-Unis sur la liberté religieuse internationale, nommée par le gouvernement américain, a exprimé son inquiétude au sujet de la loi dans son rapport de 2004. Elle a déclaré que « la promotion par le gouvernement français de sa conception du principe de laïcité ne devrait pas entraîner de violations du droit individuel internationalement reconnu à la liberté de religion ou de conviction».
Le 14 septembre 2010, une loi du Parlement a été adoptée, interdisant le port de couvre-chefs couvrant le visage, y compris les masques, les casques, les cagoules, les niqābs et autres voiles couvrant le visage dans les lieux publics, sauf dans des circonstances spécifiques. L'interdiction s'applique également à la burqa, un vêtement couvrant tout le corps, s'il couvre le visage.
Il a été rapporté qu'un ensemble de règles comprenant l'interdiction des signes ou symboles religieux lors des mariages civils a été introduit dans les 9e et 10e arrondissements de Marseille. Le conseil municipal de Marseille n'a pas soutenu cette interdiction,.

## Activités du gouvernement contre les sectes

### Actions du gouvernement national
En 1982, le premier ministre Pierre Mauroy a demandé un rapport sur les sectes qui a été remis par Alain Vivien en 1983. Le « Rapport Vivien» expose les problèmes des familles, les raisons possibles de cette augmentation soudaine de ces groupes, les sectes telles qu'elles sont décrites par elles-mêmes et par d'autres, la situation juridique en France et à l'étranger, et recommande certaines actions comme l'éducation des enfants dans le sens de la laïcité, une meilleure information du grand public, la médiation entre les familles et les adeptes par un tribunal de la famille, l'aide aux adeptes français à l'étranger, l'attention aux droits de l'enfant. Il conclut par la citation de Voltaire : « Que chacun dans sa loi cherche en paix la lumière ». (Que chacun dans sa loi cherche en paix la lumière ».)
L'Assemblée nationale a institué la première Commissions d'enquête parlementaires sur les sectes en France en 1995, présidée par les députés Alain Gest et Jacques Guyard, à la suite du suicide collectif d'adeptes de l'Ordre du Temple Solaire.
Le 21 mars 2000, le Tribunal de Grande Instance de Paris a condamné Jacques Guyard pour diffamation pour avoir qualifié l'anthroposophie de secte pratiquant la « manipulation mentale ». Il a été condamné à une amende de 20 000 FF et à verser 90 000 FF à la Fédération anthroposophique des écoles Steiner. La Cour a déclaré que « l'enquête [sur ce rapport parlementaire] n'a pas été sérieuse. Il est prouvé qu'elle n'a pris en compte que les déclarations sous serment de prétendues « victimes » de l'anthroposophie, mais que ni les auteurs de ces déclarations, ni les auteurs présumés n'ont été entendus par la commission [parlementaire] ». Les juges parisiens ont également décidé de retirer à Guyard son immunité parlementaire dans le cadre de cette affaire. (Le Monde 23 mars 2000)
La partie la plus controversée du rapport est l'annexe, où est reproduite une liste de prétendues sectes établie par le Direction centrale des Renseignements généraux de la police nationale française. Elle contient 173 groupes, dont les Témoins de Jéhovah, l'Institut théologique de Nîmes (un collège biblique chrétien fondamentaliste) et l'Église de scientologie. Bien que cette liste n'ait aucune importance statutaire ou réglementaire, elle est à l'origine des critiques adressées à la France en matière de liberté de religion.
Les principales préoccupations mentionnées dans ces rapports officiels et dans d'autres discussions sont les suivantes :
- le bien-être des enfants élevés dans des communautés religieuses qui s'isolent du reste de la société ou, du moins, demandent à leurs membres d'éviter toute interaction sociale avec le reste de la société ;
- la maltraitance des enfants, en particulier les châtiments corporels abusifs ou les abus sexuels ;
- l'escroquerie des membres vulnérables par la direction religieuse ;
- les suicides et les meurtres dans les sectes destructrices ;
- la promotion de pratiques médicales généralement considérées comme dangereuses et l'interdiction de certaines pratiques médicales « courantes » ;
- le prosélytisme agressif à l'égard des mineurs et des personnes vulnérables ;
- le trafic d'influence occulte de certains groupes dans l'administration et les milieux politiques.

Le gouvernement d'Alain Juppé a créé en 1996 l'« Observatoire interministériel des sectes », qui a remis des rapports annuels et qui a donné naissance en 1998 à la « Mission interministérielle de lutte contre les sectes » (MILS), dirigée par Alain Vivien. La MILS a été créée pour coordonner la surveillance gouvernementale des sectes (nom donné aux cultes en France). En février 1998, la MILS a publié son rapport annuel. Les activités de la MILS et les antécédents d'Alain Vivien en tant que responsable d'une organisation anti-sectes ont suscité de vives inquiétudes et critiques de la part de plusieurs organisations de défense des droits de l'homme et d'organismes gouvernementaux (voir aussi « Loi Picard », « Réactions »). En 1999, Vivien a été placé sous protection policière à la suite de menaces et du cambriolage de son domicile (L'Humanité, 14 janvier 1999; )
Vivien a démissionné en juin 2002 sous les critiques des groupes visés par le rapport sur les activités sectaires. Un groupe de travail interministériel a été formé pour déterminer les paramètres futurs de la surveillance des sectes par le gouvernement, appelé « Mission interministérielle de vigilance et de lutte contre les déviances sectaires » (MIVILUDES ; site officiel Archived 2011-02-07 at Wayback Machine).
Dirigée par Jean-Louis Langlais, haut fonctionnaire au ministère de l'Intérieur, la MIVILUDES est chargée d'observer et d'analyser les mouvements qui constituent une menace pour l'ordre public ou qui enfreignent la loi française, de coordonner la réponse appropriée, d'informer le public sur les risques potentiels et d'aider les victimes à recevoir de l'aide. Dans son annonce de la création de la MIVILUDES, le gouvernement a reconnu que son prédécesseur, la MILS, avait été critiqué pour certaines actions à l'étranger qui auraient pu être perçues comme contraires à la liberté de religion. Dans une interview donnée en mars 2003, M. Langlais a souligné que l'enjeu n'était pas de lutter contre les « sectes » en tant que telles, mais seulement contre les « déviances » qu'elles pourraient avoir. Il admet cependant qu'il est difficile de définir le concept de « déviances ».
En mai 2005, l'ancien premier ministre Jean-Pierre Raffarin a publié une circulaire indiquant que la liste des sectes publiée dans le rapport parlementaire ne devait plus être utilisée pour identifier les sectes.

### Litiges
Dans un certain nombre de cas, des groupes religieux minoritaires ont intenté des procès contre les gouvernements nationaux ou locaux, ou contre des organisations privées, qu'ils considéraient comme ayant porté atteinte à leurs droits en raison de préjugés religieux.
- En 2001, le psychiatre Jean-Marie Abgrall, sollicité par la justice française en tant qu'expert en matière de sectes, a gagné un procès intenté contre lui par le Mouvement raëlien (branche belge). Ce dernier mouvement avait vu deux de ses membres condamnés pour maltraitance d'enfants[30].
- Le 21 mars 2000, le Tribunal de Grande Instance de Paris a reconnu Jacques Guyard, l'un des principaux auteurs du rapport parlementaire controversé sur les sectes, coupable de diffamation pour avoir qualifié l'anthroposophie de secte pratiquant la « manipulation mentale ». Il a été condamné à une amende et son immunité parlementaire a été levée dans le cadre de cette affaire. (Le Monde 23 mars 2000)
- Le 6 juillet 1994, la Commission européenne des droits de l'homme a jugé que la France était tenue de reconnaître officiellement une organisation athée au même titre que les communautés religieuses.

Témoins de Jéhovah
- L'association des Témoins de Jéhovah a perdu et gagné des procès concernant son statut d'exonération fiscale, en particulier en ce qui concerne les mesures prises par le gouvernement français pour imposer rétroactivement une taxe de 108 % sur tous les dons reçus par l'organisation des Témoins de Jéhovah en France, et/ou une taxe de 60 % sur les dons entrants. Le 30 juin 2011, la Cour européenne des droits de l'homme a condamné le gouvernement français pour violation de l'article 9 de la Convention européenne des droits de l'homme. C'est la première fois que la France est condamnée pour violation de l'article 9 de la Convention européenne des droits de l'homme[31],[32].
- Le 18 décembre 2002, la Cour d'appel de Versailles a infirmé une décision de première instance et a condamné Jean-Pierre Brard - député français, Journal 15-25 ans, et le directeur de publication de ce magazine, pour diffamation envers les Témoins de Jéhovah. Le tribunal a ordonné qu'un communiqué rédigé par lui soit publié dans le Journal 15-25 ans ainsi que dans un quotidien national et que les prévenus versent 4 000 euros à la Fédération chrétienne des Témoins de Jéhovah. Le verdict concernait un reportage sur les sectes publié en septembre 2001 par le Journal 15-25 ans, dans lequel Jean-Pierre Brard accusait les Témoins de Jéhovah d'employer les mêmes méthodes que les organisations criminelles internationales[33]. Le député a fait appel du verdict devant la Cour de cassation, qui a confirmé la condamnation de Jean-Pierre Brard mais a annulé celle du directeur de la publication[34].
- Le 6 novembre 2002, le tribunal de grande instance d'Auch a ordonné la dissolution d'une organisation qui avait été explicitement créée pour empêcher les Témoins de Jéhovah de construire un lieu de culte à Berdues. Le tribunal a estimé que l'organisation avait pour but « d'entraver le libre exercice des cultes[35]».
- Le 17 octobre 2002, le tribunal administratif d'Orléans a annulé une décision municipale du maire de Sorel-Moussel, qui lui accordait le droit de préemption sur un terrain que la communauté locale des Témoins de Jéhovah avait l'intention d'acheter et d'utiliser pour la construction d'un lieu de culte. Le tribunal a considéré que le maire avait abusé de son droit de préemption, puisqu'il l'avait exercé sans avoir de projet d'urbanisation préalable à la préemption[36].
- Le 13 juin 2002, le tribunal administratif de Poitiers a annulé une décision municipale du maire de La Rochelle qui refusait l'utilisation d'une salle municipale aux Témoins de Jéhovah au motif que ces derniers figuraient dans le rapport parlementaire de 1995 ; le tribunal a jugé que si un maire peut refuser l'utilisation d'une salle pour un motif d'ordre public, le motif qu'il a utilisé en l'espèce n'était pas un motif d'ordre public[36].
- Le 16 octobre 2013, le Conseil d'État a condamné les refus de l'administration française d'accepter les ministres du culte des Témoins de Jéhovah comme chapelains de prison, expliquant que les détenus « peuvent exercer la religion de leur choix, selon les conditions d'organisation des lieux appropriées, dans les seules limites imposées par la sécurité et le bon ordre de l'établissement[37]».